# 五ケ山ダム
五ケ山ダム（ごかやまダム）は、福岡県那珂川市に所在する、二級河川・那珂川水系那珂川に建設されたダムである。また那珂川支流の大野川（佐賀県）からも注ぐ。
なお、堤体所在地は「五ヶ山」（小さい「ヶ」）であるが、ダム名は大きい「五ケ山」（大きい「ケ」）である。

## 概要
下流の南畑ダム、上流の脊振ダムに続いて那珂川に建設された3つ目のダムである。福岡県が維持管理する。五ケ山ダムの用途はこれらの2つのダムの用水目的とは大きく異なり、洪水対策と異常渇水対策を主目的とし、上水道用水および流水維持対策は副目的としている。また、ダム規模としては福岡市や福岡・筑後・佐賀東部の水がめとして地元で有名な江川ダムを大きく上回り、2018年10月時点で福岡県内最大の総貯水容量を持つ。
建設に伴い、湖底に沈むなど影響を受ける国道385号（※旧福岡・佐賀県道14号福岡那珂川神埼線（※1977（昭和52）年3月31日まで））、福岡県道136号入部中原停車場線・佐賀県道136号早良中原停車場線、那珂川市道大野橋東小河内線、倉谷七曲線等の各道路については、それぞれ付替道路が新たに建設された。
2018年のダム竣工後、供用開始に先立って2019年2月14日からは渇水のため放流が行われた。2020年4月20日に貯水位が初めてサーチャージ水位（満水）を超え、下流に放流された。2020年12月22日に試験湛水を完了し、2021年1月21日に供用が開始された。利水開始後は福岡地区水道企業団が1万立米/日の取水予定である。なお、異常渇水時には福岡市水道局、福岡地区水道企業団、春日那珂川水道企業団が取水予定である。なお、流域の脊振ダム・南畑ダムからは福岡市水道局がそれぞれ6.5万・8.5万立米/日取水している。

## 経緯
- 1983年度 ダム事業の実質的着手である実施計画調査を開始。[8]
- 1988年度 建設事業採択。[8]
- 2007年度 福岡市公共事業再評価等監視委員会による事業再評価。[8]
- 2011年5月19日 国のダム事業の検証において、事業継続が決定される。[8]
- 2012年6月27日ダム本体工事に着手。[8]2016年にはほぼ竣工。[9]
- 2016年10月21日 試験湛水開始。[10]満水には1年半程掛かる見通し。
- 2017年1月 数十%程度湛水され、ダム湖が形成されている状態であった。[11]
- 2018年3月11日 竣工式典実施。[12]
- 2018年7月6日 試験湛水の水位が常時満水位に到達。[6]
- 2020年4月19日 試験湛水の水位が洪水時最高水位に到達。[6]
- 2020年12月22日 試験湛水完了。[6]
- 2021年1月21日 供用開始。[6]

### 住民移転
ダム工事や付替道路建設に伴い、福岡県筑紫郡那珂川町（現・那珂川市）大字五ヶ山字東小河内、網取、道十里、桑河内、大野（この5字を以て五ヶ山の地名の由来となっている）や佐賀県神埼郡吉野ヶ里町大字松隈字小川内、大野などに点在した集落の住民は、補償妥結の上で、下流の福岡県の那珂川町平野部や、佐賀県の佐賀平野部等に集団移転した。

## その他
佐賀県側の小川内地区にあった山祇神社 (やまづみじんじゃ) 境内に、地元住民から「ご神木」と呼ばれている佐賀県天然記念物指定の高さ39m、樹齢700年以上の「小川内の杉」があった。ダム工事に伴い水没するため、事業者が工費約7.8億円を全額負担の上で、山腹斜面にコンクリート製路盤および移動用レールを建設するなど大掛かりな工事を行ったうえで移植作業が行われた。杉と根元、移動鉄枠含めて総重量560トンで、2016年4月に21日間をかけて元の場所から43m上方の山腹（付替道路そば）へと移植された。
また、ダム工事の一部に自動振動ローラー（地ならし用）、自動ブルドーザーが使われている。
なお、五ケ山ダム北方の南畑ダム手前の網取地区には、縄文時代から中世までの集落跡である五ヶ山網取遺跡がある。

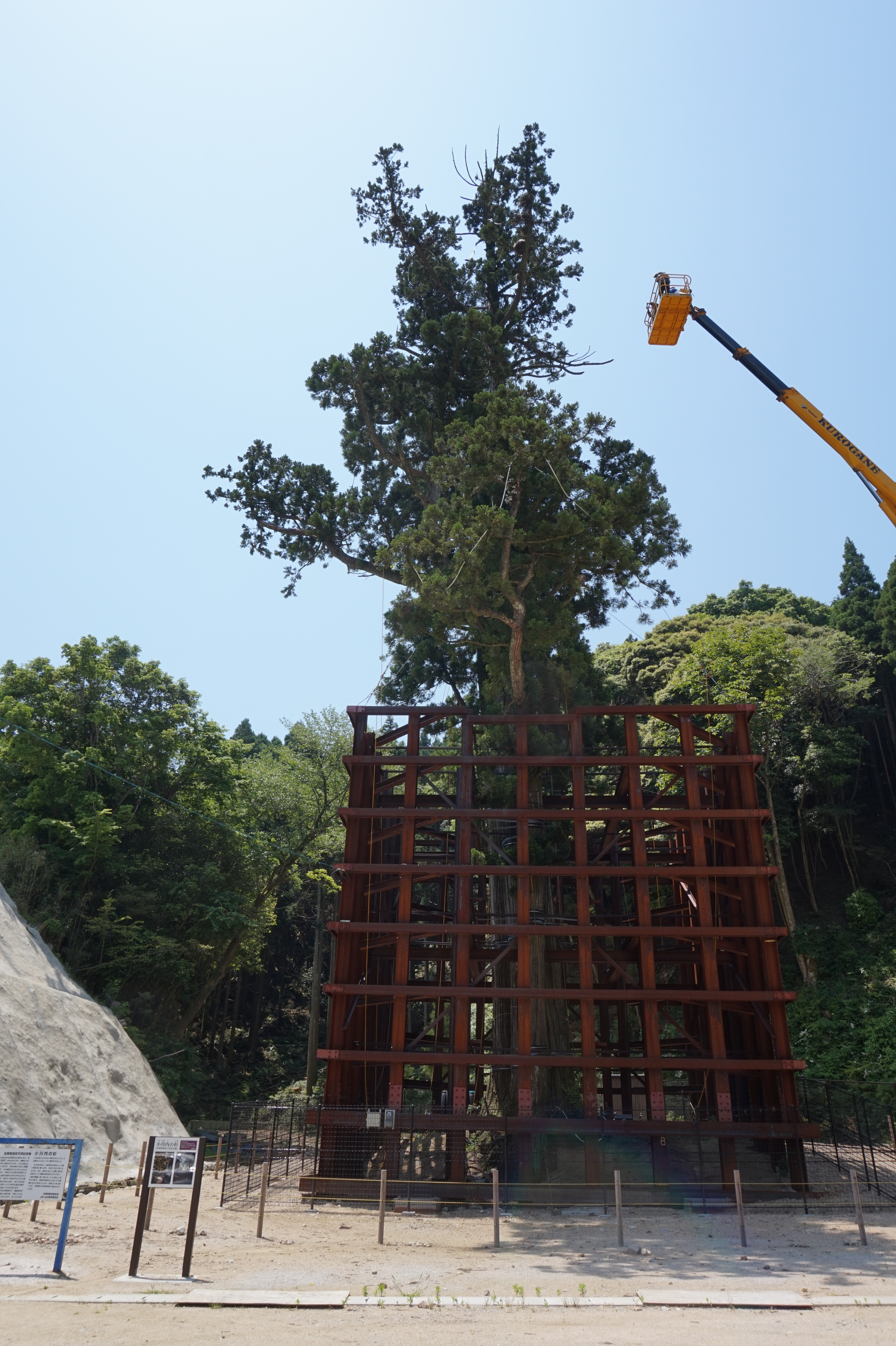
「小川内の杉」
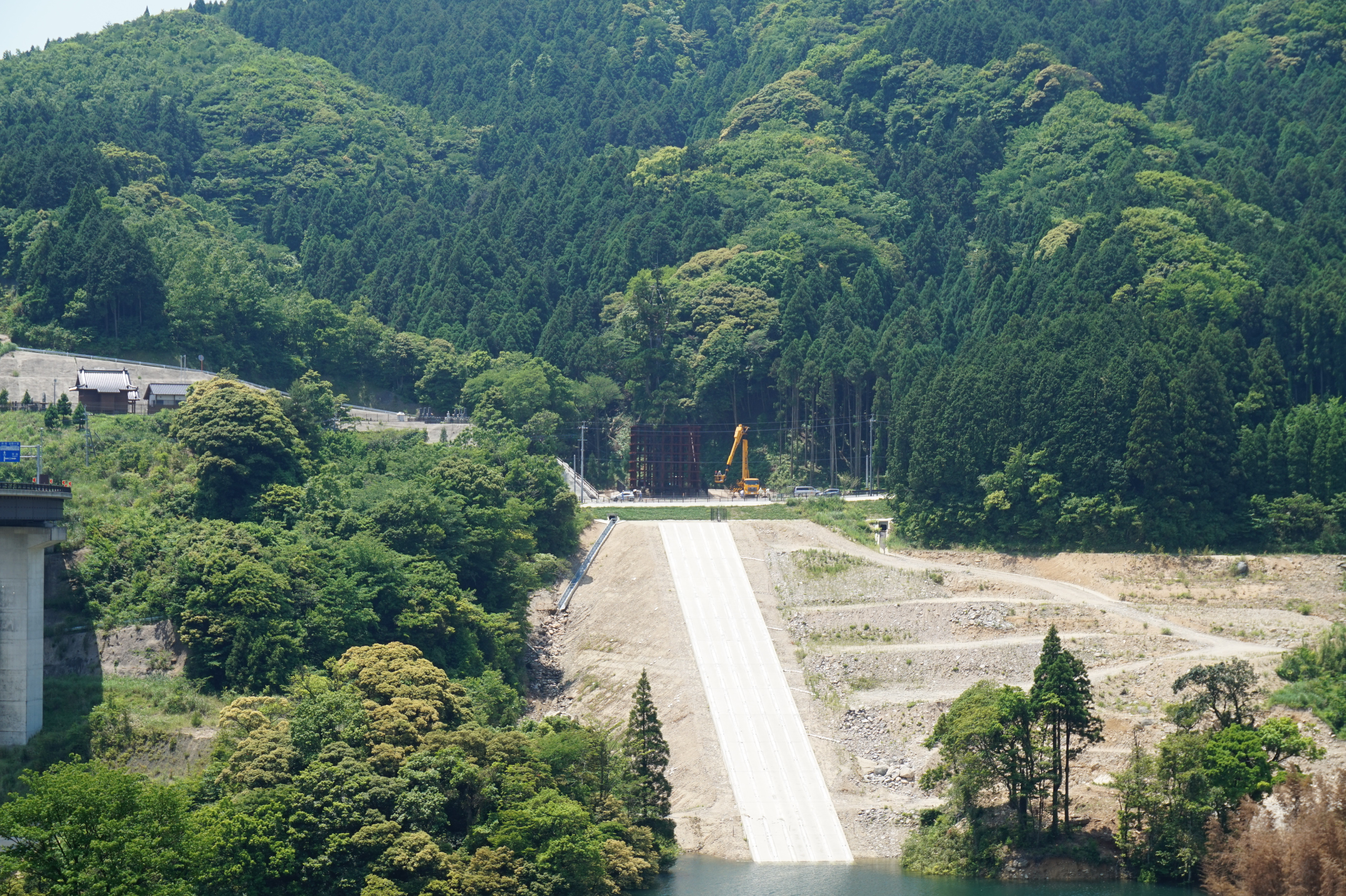
遠景